# Tunga
Tunga (лат.) — род блох из семейства Tungidae. 13 видов.

## Распространение
Большинство видов ограничено Неотропикой: Южная и Северная Америка (от США до Бразилии). Два вида отмечены в Восточной Азии (Китай, Япония), но самый опасный вид (проницающая блоха) кроме Неотропики, также занесён в Африку, Европу, США и Новую Зеландию.

## Описание
Длина тела 1—2 мм. Паразиты различных видов млекопитающих, среди них грызуны, копытные, броненосцы, муравьеды, насекомоядные, и человек. Специализированные подкожные паразиты-кровососы. Самки проникают под кожу (ноги человека, уши и нижняя часть тела животных), где питаются кровью, сильно увеличиваясь в размере. Проницающая блоха вызывает тяжёлое кожное заболевание саркопсиллёз, или тунгиоз. У человека запущенное воспаление может перейти от нагноения в гангрену, что может привести к гангрене и даже ампутации части конечности.
Размер неосом (гипертрофированных самок; длина, ширина, высота): от 4×4×4 мм (у вида Tunga hexalobulata) до 13×8×10 мм (у вида Tunga travassosi). Род был впервые выделен в 1838 году
- Tunga penetrans
- Блоха проницающая
- Tunga penetrans
- Tunga penetrans
- Цикл развития

## Систематика
13 видов в двух подродах, номинативном Tunga s.str. и подроде Brevidigita. Выделяют в отдельное семейство Tungidae или включают в трибу Tungini или подсемейство Tunginae Fox, 1925 в составе семейства Hectopsyllidae (Hectopsylla) или Pulicidae.
- Tunga bondari Wagner, 1932
- Tunga bonneti Beaucournu & Gonzálezacuña, 2012[14]
- Tunga bossii Avelar de, Linharès & Linardi, 2012
- Tunga caecata  (Enderlein, 1901)
- Tunga caecigena Jordan & Rothschild, 1921
- Tunga callida Li & Chin, 1957
- Tunga hexalobulata De Avelar, Facury Filho and Linardi, 2013[15]
- Tunga libis  Smit, 1962
- Tunga monositus Barnes & Radovsky, 1969
- Tunga penetrans Linnaeus, 1758
- Tunga terasma Jordan, 1937
- Tunga travassosi Pinto & Dreyfus, 1927
- Tunga trimamillata Pampiglione, Trentini, Fioraventi, Onore & Rivasi, 2002